# 瑟贡扎克 (科雷兹省)
瑟贡扎克（法語：Segonzac，法語發音：[səɡɔ̃zak]）是法国科雷兹省的一个市镇，位于该省西部，属于布里夫拉盖亚尔德区。

## 地理
瑟贡扎克（45°16'33"N, 1°16'36"E）面积20.21 平方千米，位于法国新阿基坦大区科雷兹省，该省份为法国中南部省份，北起上维埃纳省和克勒兹省，西接多爾多涅省，南至洛特省，东临多姆山省和康塔爾省。
与瑟贡扎克接壤的市镇（或旧市镇、城区）包括：艾昂、库茹尔、瑞亚克、罗西耶德瑞亚克、圣罗贝尔、泰洛特、圣特里。

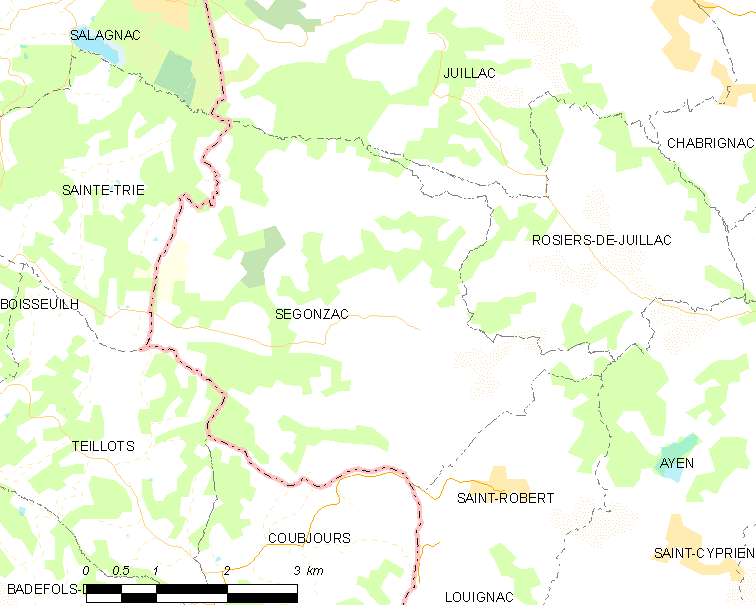
的OSM定位图

瑟贡扎克的时区为UTC+01:00、UTC+02:00（夏令时）。

## 行政
瑟贡扎克的邮政编码为19310，INSEE市镇编码为19253。

## 政治
瑟贡扎克所属的省级选区为利桑多奈县。

## 人口

1962-2008年间人口变化图示

瑟贡扎克于2022年1月1日时的人口数量为201人。